# 三坑子老街

三坑子老街

三坑子老街，又稱三坑老街，位於臺灣桃園市龍潭區，範圍大致上是以永福宮為聚落的核心，向外至黑白洗，老街呈現外窄內寬的型態；三坑子為一傳統客家聚落，為龍潭區開發較早的地區，有『龍潭第一街』之稱。

## 簡介
三坑子的起源可推溯在康熙年間陸細番對於龍潭的開發，直到乾隆九年（西元1744年）才有漢民移居在此。該地為一河階地形，其上有三條河流分別注入大漢溪，於台地面上形成三處坑谷，即為三坑子地名之起源。
三坑子因水運便利而成為龍潭、楊梅等地貨物的轉運站，因而興盛。後來因桃園大圳的修築，使得大漢溪水位的下降，加上陸路以及鐵路的開通與石門水庫的興建攔截了大漢溪的水，使得該地的水運的盛況不再，而禁建及水源保護區的限制，也使得三坑多年來一直無法改建，但也因此保留了原有景象。

## 特色建築

永福宮

十一份挑擔古道

黑白洗

- 永福宮

原先供奉三山國王，為當地信仰的中心，後改為主祀三官大帝，配祀三山國王及開漳聖王、文昌帝君等神明。
- 黑白洗

位於老街入口處。形式為小溝渠上架著幾塊石板，是早期居民晨曦黃昏洗滌衣物的據點。
- 青錢第

為一傳統客家建築，建於1895年。由來在於屋主張姓的祖先為當地商人，於飢荒時私自發行「青錢」做為脤災之用，因為「青錢」非常有信用，到哪裡都可以對換，因此皇帝嘉許他的善舉，賜與「青錢第」之封號。
- 挑擔古道

為早期十一份、三坑子之間的聯絡道路，位於石門國小旁。十一份、三坑子都位於大漢溪的河階地上，十一份在上層， 三坑子在下層，這條石板路聯絡兩地之間，歷史已超過百年。當地居民利用這條古道來運送穀子、煤、砂、石子、 檜木等物品，以人力挑擔或牛車拉貨，因此被稱為「挑擔石板古道」。
- 龍潭三坑川盛信記商店

建於清乾隆至咸豐年間，屬清代傳統步廊式的街屋，建築本體牆身材料為土埆牆，屋身構造為承重牆構造硬山擱檁， 屬於台灣北部形成較早且保留較完整之傳統客家聚落， 2003年登錄為桃園市定歷史建築。

## 外部連結
- 三坑子介紹-龍潭鄉公所
- 三坑老街 - 導覽- 四方通行（页面存档备份，存于）